# آندریا گیون
آندریا گیون (انگلیسی: Andrea Ghion؛ زادهٔ ۲۳ فوریهٔ ۲۰۰۰) بازیکن فوتبال است.
وی همچنین در تیم ملی فوتبال زیر ۱۶ سال ایتالیا بازی کرده‌است.